# Peptid YY
Peptid YY (PYY) ist ein Peptidhormon, welches aus 36 Aminosäuren besteht. Es hat die Summenformel C194H295N55O57. Es wird beim Menschen in den endokrinen Zellen des distalen Dünndarms gefunden (vorwiegend im Ileum) und dort freigesetzt. Die Freisetzung von PYY erfolgt hauptsächlich induziert durch Fette. Erstmals gefunden wurde es 1980 in der Mukosa eines Schweinedünndarms.
Es ist strukturverwandt mit dem Pankreatischen Polypeptid (PP) und dem Neuropeptid Y. Mit PP hat es 18 Aminosäuren an gleicher Stelle.

## Primärstruktur
Tyr–Pro–Ile-Lys-Pro-Glu-Ala-Pro-Gly-Glu-Asp-Ala-Ser-Pro-Glu-Glu-Leu-Asn-Arg-Tyr-Tyr-Ala-Ser-Leu-Arg-His-Tyr-Leu-Asn-Leu-Val-Thr-Arg-Gln-Arg-Tyr-NH2

## Genetik
Das Peptid liegt beim Menschen auf dem langen Arm von Chromosom 17 (17q21) und damit in unmittelbarer Nachbarschaft zum Pankreatischen Hormon.

## Physiologie
Die Synthese des Peptids YY erfolgt in spezifischen polarisierten, endokrinen Zellen der Schleimhaut. Diese Zellen weisen meist eine trianguläre Struktur auf. Sie tragen Mikrovilli an der schmalen, zum Darmlumen orientierten Zellseite und besitzen basal (zur Blutseite orientiert) Speichervesikel mit den präformierten Hormonen. Darüber hinaus wird PYY je nach Spezies in den α- und/oder PP-Zellen der Langerhans-Inseln der Bauchspeicheldrüse gebildet.
Das Peptid YY tritt in zwei Formen auf; zum einen Peptid YY1-36, zum anderen, weit häufiger, Peptid YY3-36. Letzteres ist maßgeblich für die physiologische Wirkung und wird enzymatisch aus Peptid YY1-36 synthetisiert. Zusammen mit Glucagon-artigen Peptiden und Oxyntomodulin wird Peptid YY postprandial (nach dem Essen) von neuroendokrinen L-Zellen der Darmschleimhaut ins Blut abgegeben. Die biologische Wirkung von PYY umfasst die Hemmung der Magenentleerung, der exokrinen Pankreassekretion und der Magensekretion. Damit soll erreicht werden, dass eine Entleerung von fetthaltiger Nahrung in den Dünndarm verzögert und so eine bessere Verdauung ermöglicht wird. Die Wirkung wird durch Aktivieren des Neuropeptid Y-Y2-Rezeptors vermittelt.
Peptid YY hat ebenfalls starken Einfluss auf das Appetit- und Sättigungsgefühl und ist hierbei das stärkste aller gastrointestinalen Hormone. Es führt somit zu einer reduzierten Nahrungsaufnahme. Es hat ebenfalls Einfluss auf die Motilität des Darmes und bewirkt eine Verengung der Blutgefäße. Hohe PYY-Spiegel führen zu einer erhöhten Synthese von FSH und LH in der Hypophyse. Es kann angenommen werden, dass PYY das Zyklusgeschehen positiv beeinflusst.

## Medizinische Bedeutung
Bei adipösen Patienten ist die PYY-Konzentration stark erniedrigt, während sie stark erhöht ist bei Krankheiten, die mit starkem Gewichtsverlust einhergehen. Die Gabe von Peptid YY3-36 führt zu einer Abnahme von Hungergefühl und Nahrungsaufnahme, hierbei tritt allerdings Brechreiz als Nebenwirkung auf.